# سیدصادق‌لی
سیدصادق‌لی (به ترکی آذربایجانی: Seyidsadıqlı) یک منطقهٔ مسکونی در جمهوری آذربایجان است که در شهرستان سالیان واقع شده‌است. سیدصادق‌لی ۱٬۰۵۵ نفر جمعیت دارد.